# Friedl Dicker-Brandeisová
Friedl Dicker-Brandeisová, rozená Friederika Dicker, česky Bedřiška Brandeisová (30. července 1898, Vídeň – 9. října 1944, Auschwitz-Birkenau), byla rakouská a československá výtvarnice a pedagožka.

## Život
Narodila se do židovské rodiny Karoliny a Simona Dickerových. Její matka však záhy zemřela a o malou Friedl se staral pouze otec, který pracoval jako prodavač v papírnictví, kde si malá Friedl mohla malovat.
Po měšťanské dívčí škole se učila fotografii a reprodukčním technikám, později pak studovala textilní směr na c. k. uměleckoprůmyslové škole. Od roku 1916 studovala umění na soukromé škole Johannese Ittena, se kterým se pak přesunula do Bauhausu ve Výmaru. Zde studovala a pracovala až do roku 1923.
Tehdy se vrátila do Vídně, kde si otevřela ateliér. V roce 1926 vznikl ateliér Singer-Dicker, který založila se svým partnerem architektem Franzem Singerem. Navrhovali vnitřky domů, bytů, šaty a knihy. V roce 1931 vstoupila do Komunistické strany Rakouska, podporovala demokratické Španělsko v občanské válce. Za svou politickou činnost byla zatčena a vězněna rakouskou klerofašistickou vládou. Po propuštění emigrovala do Prahy. Zde ji její přítelkyně a psychoanalytička Annie Reich dovedla k aplikaci metody uzavření témat minulosti na principu arteterapie. Bedřiška intenzivně malovala a dokončila řadu svých výtvarných děl. Vdala se za svého bratrance Pavla Brandeise a tím získala československé občanství. Roku 1938 odmítla vízum do Palestiny a odstěhovala se se svým mužem do Hronova, kde Pavel Brandeis získal práci jako účetní v textilní továrně rodiny Spieglerů.
Následujícího roku ovšem přišel o práci v důsledku okupace zbytku Čech a Moravy nacisty a zavádění německých protižidovských zákonů. V roce 1942 byli oba manželé deportováni do Terezína. Zde Friedl působila jako vychovatelka v dívčích a chlapeckých domech – vyučovala výtvarnou tvorbu (odmítala pojímat výtvarnou výchovu jako přípravu budoucích profesionálních výtvarníků), hlavně se však věnovala arteterapii. Byla zde taktéž činná v komunistické odbojové organizaci (kam patřil i vychovatel Valtr Eisinger). Před svým odchodem do Osvětimi nechala v kufru na půdě ukrýt stovky dětských výtvarných děl, která se po válce dostala do pražského Židovského muzea. Dne 6. října 1944 byla deportována do Osvětimi a o tři dny později zplynována. Její muž holokaust přežil a znovu se oženil.

## Galerie

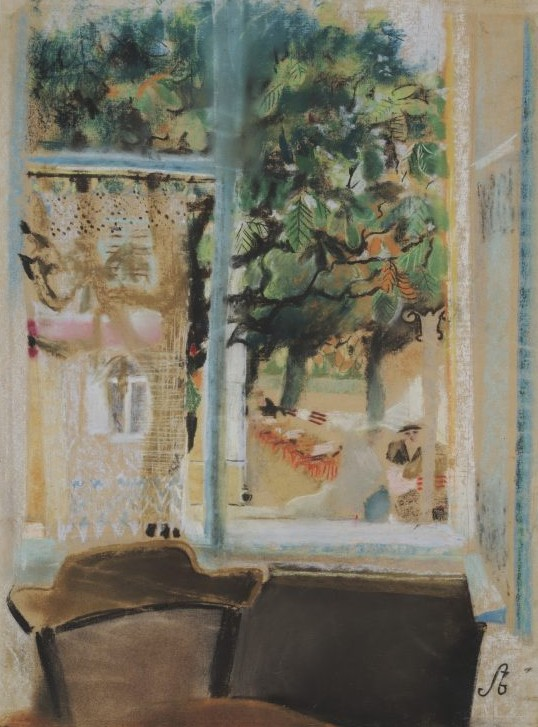
Pohled z okna ve Františkových Lázních(1936)
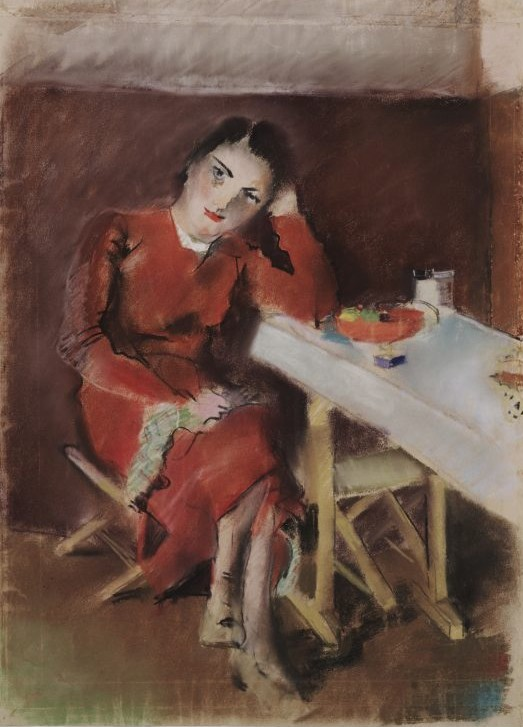
Žena u stolu
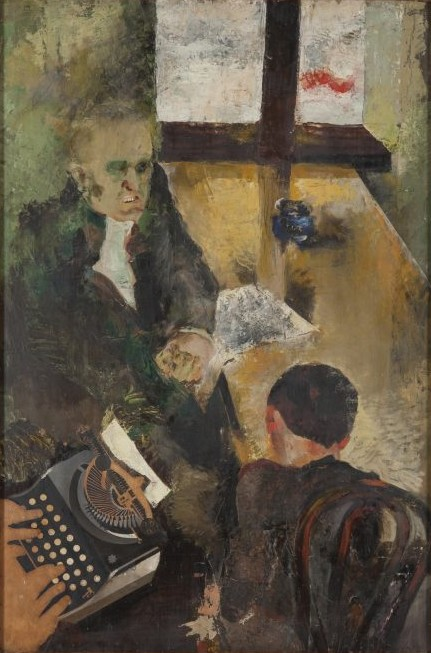
Výslech I
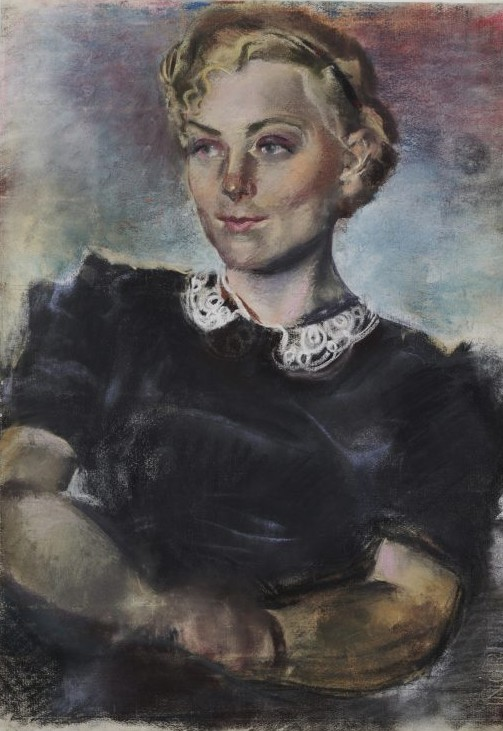
Podobizna mladé ženy s krajkovým límcem (kol.1942)
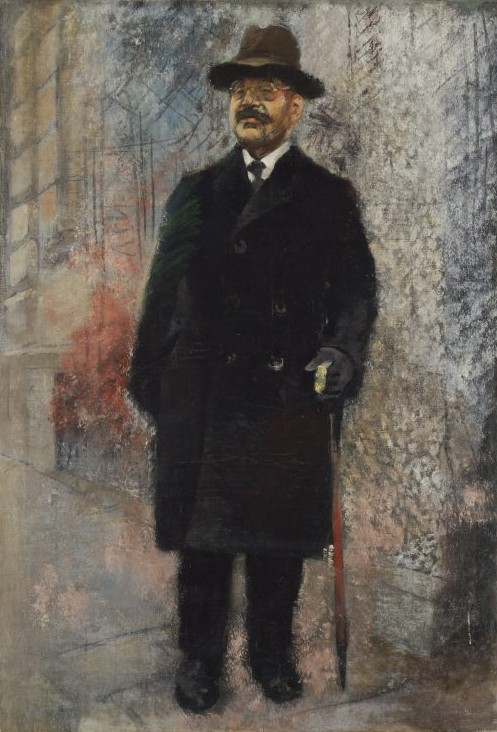
Portrét stojícího muže v černém kabátě a klobouku
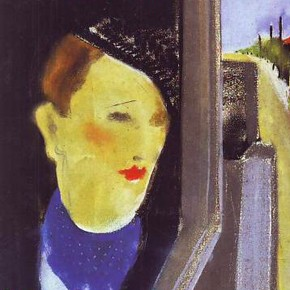
Dáma v automobilu (cca 1940)
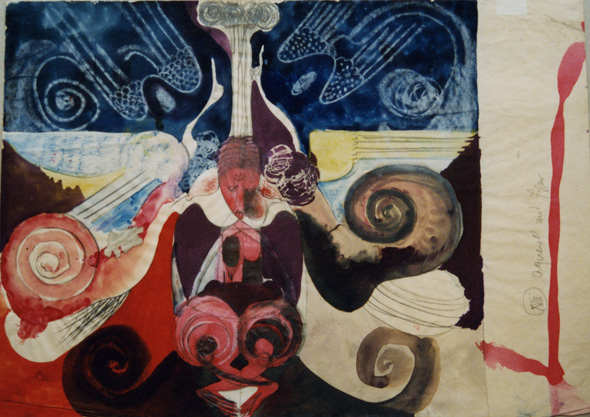
Sitter with Wings (1920)
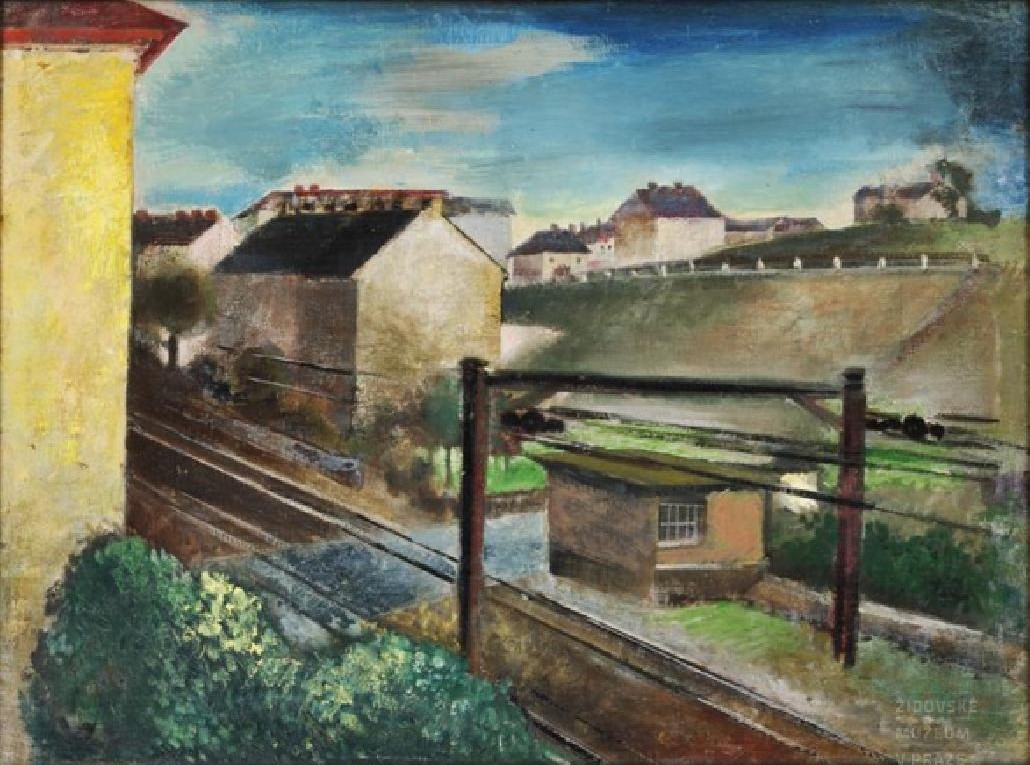
Nádraží